# Edmund Mikołajczak
Edmund Mikołajczak (ur. 15 listopada 1950 w Inowrocławiu) – polski nauczyciel, historyk, regionalista, działacz społeczny i samorządowy.

## Życiorys
Absolwent I Liceum Ogólnokształcącego im. Jana Kasprowicza w Inowrocławiu (1968), w 1975 ukończył historię na Uniwersytecie Mikołaja Kopernika w Toruniu. Zawodowo związany z oświatą, uczył w szkołach podstawowych w Inowrocławiu (do 1983), następnie kolejno w Niższym Seminarium Duchownym Misjonarzy Oblatów Maryi Niepokalanej w Markowicach (do 1999, od 1996 jako wicedyrektor) i Gimnazjum Katolickim (do 2008). W 1999 został nauczycielem w I LO w swoim rodzinnym mieście.
Długoletni działacz Kujawsko-Pomorskiego Towarzystwa Kulturalnego (m.in. sekretarz oddziału w Inowrocławiu), był wiceprezesem i prezesem lokalnego oddziału Polskiego Towarzystwa Historycznego. Na początku lat 80. związany z NSZZ „Solidarność” m.in. jako wiceprzewodniczący Regionalnej Komisji Oświaty i Wychowania w Bydgoszczy. Od 1994 do 2002 przez dwie kadencje zasiadał w radzie miejskiej Inowrocławia.
Jako autor, współautor i redaktor opublikował kilkadziesiąt prac naukowych poświęconych historii miasta i regionu, m.in. czterotomowy Inowrocławski słownik biograficzny (jako redaktor), Po prostu Inowrocław. Ilustrowany przewodnik po ulicach miasta, Towarzystwo Gimnastyczne „Sokół” w Inowrocławiu. Współtworzył publikacje Inowrocław – miasto na soli oraz Inowrocław – kujawski zdrój.
W wyborach parlamentarnych w 2015 bez powodzenia kandydował do Sejmu w okręgu bydgoskim z ramienia Prawa i Sprawiedliwości. W 2018 z ramienia tej partii uzyskał mandat radnego powiatu inowrocławskiego VI kadencji.

## Odznaczenia i wyróżnienia
W 2009 otrzymał tytuł honorowego obywatela Inowrocławia. Wyróżniony m.in. odznaką Zasłużony Działacz Kultury (2001), Medalem Komisji Edukacji Narodowej (2006) oraz Złotym Krzyżem Zasługi (2007). W 2023 odznaczony Krzyżem Kawalerskim Orderu Odrodzenia Polski.